# Szlovénia az 1998. évi téli olimpiai játékokon
Szlovénia a japán Naganóban megrendezett 1998. évi téli olimpiai játékok egyik részt vevő nemzete volt. Az országot az olimpián 8 sportágban 34 sportoló képviselte, akik érmet nem szereztek.

## Alpesisí
Férfi
| Versenyző       | Versenyszám            | 1. futam      | 1. futam      | 2. futam | 2. futam | Összesítés    | Összesítés    |
| Versenyző       | Versenyszám            | Idő           | Hely.         | Idő      | Hely.    | Idő           | Helyezés      |
| --------------- | ---------------------- | ------------- | ------------- | -------- | -------- | ------------- | ------------- |
| Aleš Brezavšček | Lesiklás               |               |               |          |          | nem ért célba | nem ért célba |
| Aleš Brezavšček | Szuperóriás-műlesiklás |               |               |          |          | 1:38,54       | 28.           |
| Drago Grubelnik | Műlesiklás             | 57,06         | 18.           | kizárták | kizárták | kiesett       | kiesett       |
| Bernhard Knauss | Óriás-műlesiklás       | nem ért célba | nem ért célba | kiesett  | kiesett  | kiesett       | kiesett       |
| Jernej Koblar   | Lesiklás               |               |               |          |          | 1:52,79       | 20.           |
| Jernej Koblar   | Óriás-műlesiklás       | 1:23,49       | 25.           | 1:20,47  | 19.      | 2:43,96       | 22.           |
| Jernej Koblar   | Szuperóriás-műlesiklás |               |               |          |          | 1:36,84       | 17.           |
| Jure Košir      | Műlesiklás             | nem ért célba | nem ért célba | kiesett  | kiesett  | kiesett       | kiesett       |
| Jure Košir      | Óriás-műlesiklás       | 1:20,97       | 4.            | 1:19,01  | 8.       | 2:39,98       | 5.            |
| Mitja Kunc      | Óriás-műlesiklás       | 1:22,66       | 20.           | 1:20,43  | 18.      | 2:43,09       | 18.           |
| Andrej Miklavc  | Műlesiklás             | nem ért célba | nem ért célba | kiesett  | kiesett  | kiesett       | kiesett       |
| Peter Pen       | Lesiklás               |               |               |          |          | nem ért célba | nem ért célba |
| Peter Pen       | Szuperóriás-műlesiklás |               |               |          |          | 1:37,81       | 23.           |
| Matjaž Vrhovnik | Műlesiklás             | 57,36         | 20.           | 57,29    | 18.      | 1:54,65       | 17.           |

| Versenyző       | Versenyszám | Műlesiklás    | Műlesiklás    | Műlesiklás | Műlesiklás | Műlesiklás | Műlesiklás | Lesiklás | Lesiklás | Összesítés | Összesítés |
| Versenyző       | Versenyszám | 1. futam      | 1. futam      | 2. futam   | 2. futam   | Össz.      | Össz.      | Lesiklás | Lesiklás | Összesítés | Összesítés |
| Versenyző       | Versenyszám | Idő           | Hely.         | Idő        | Hely.      | Idő        | Hely.      | Idő      | Hely.    | Idő        | Helyezés   |
| --------------- | ----------- | ------------- | ------------- | ---------- | ---------- | ---------- | ---------- | -------- | -------- | ---------- | ---------- |
| Aleš Brezavšček | Összetett   | 55,33         | 19.           | 48,82      | 12.        | 1:44,15    | 14.        | 1:35,94  | 5.       | 3:20,09    | 7.         |
| Jernej Koblar   | Összetett   | nem ért célba | nem ért célba | kiesett    | kiesett    | kiesett    | kiesett    | kiesett  | kiesett  | kiesett    | kiesett    |
| Peter Pen       | Összetett   | 54,21         | 16.           | 49,62      | 14.        | 1:43,83    | 13.        | 1:36,98  | 8.       | 3:20,81    | 8.         |

Női
| Versenyző      | Versenyszám            | 1. futam      | 1. futam      | 2. futam      | 2. futam      | Összesítés | Összesítés |
| Versenyző      | Versenyszám            | Idő           | Hely.         | Idő           | Hely.         | Idő        | Helyezés   |
| -------------- | ---------------------- | ------------- | ------------- | ------------- | ------------- | ---------- | ---------- |
| Nataša Bokal   | Műlesiklás             | 47,72         | 17.           | 47,87         | 9.            | 1:35,59    | 11.        |
| Nataša Bokal   | Óriás-műlesiklás       | 1:22,86       | 21.           | 1:35,60       | 19.           | 2:58,46    | 20.*       |
| Špela Bracun   | Lesiklás               |               |               |               |               | 1:31,54    | 24.        |
| Špela Bracun   | Szuperóriás-műlesiklás |               |               |               |               | 1:20,29    | 30.        |
| Alenka Dovžan  | Műlesiklás             | 47,95         | 24.           | 48,71         | 15.           | 1:36,66    | 16.        |
| Alenka Dovžan  | Óriás-műlesiklás       | 1:22,57       | 20.           | 1:34,78       | 14.           | 2:57,35    | 17.        |
| Urška Hrovat   | Műlesiklás             | 47,02         | 12.           | nem ért célba | nem ért célba | kiesett    | kiesett    |
| Urška Hrovat   | Óriás-műlesiklás       | 1:21,61       | 16.           | 1:35,83       | 21.           | 2:57,44    | 18.        |
| Špela Pretnar  | Műlesiklás             | 47,11         | 13.           | nem ért célba | nem ért célba | kiesett    | kiesett    |
| Špela Pretnar  | Óriás-műlesiklás       | nem ért célba | nem ért célba | kiesett       | kiesett       | kiesett    | kiesett    |
| Mojca Suhadolc | Szuperóriás-műlesiklás |               |               |               |               | 1:19,66    | 24.        |

* - egy másik versenyzővel azonos eredményt ért el

## Biatlon
Férfi
| Versenyző                                             | Versenyszám      | Lövőhiba    | Időeredmény | Helyezés |
| ----------------------------------------------------- | ---------------- | ----------- | ----------- | -------- |
| Tomaž Globočnik                                       | 10 km sprint     | 3 (1+2)     | 30:04,4     | 33.      |
| Tomaž Globočnik                                       | 20 km egyéni     | 2 (1+1+0+0) | 58:55,5     | 11.      |
| Sašo Grajf                                            | 10 km sprint     | 3 (2+1)     | 30:24,2     | 40.      |
| Sašo Grajf                                            | 20 km egyéni     | 2 (1+1+0+0) | 1:00:18,2   | 25.      |
| Janez Ožbolt                                          | 20 km egyéni     | 5 (2+1+1+1) | 1:05:18,9   | 58.      |
| Jože Poklukar                                         | 10 km sprint     | 1 (0+1)     | 29:00,5     | 16.      |
| Tomaž Žemva                                           | 10 km sprint     | 1 (0+1)     | 30:32,1     | 42.      |
| Tomaž Žemva                                           | 20 km egyéni     | 8 (3+2+1+2) | 1:05:27,0   | 61.      |
| Sašo Grajf Jože Poklukar Janez Ožbolt Tomaž Globočnik | 4 × 7,5 km váltó | 2+9         | 1:25:43,2   | 12.      |

Női
| Versenyző                                                     | Versenyszám      | Lövőhiba    | Időeredmény | Helyezés |
| ------------------------------------------------------------- | ---------------- | ----------- | ----------- | -------- |
| Tadeja Brankovič                                              | 7,5 km sprint    | 3 (2+1)     | 25:20,1     | 36.      |
| Tadeja Brankovič                                              | 15 km egyéni     | 8 (3+2+2+1) | 1:01:19,1   | 36.      |
| Andreja Grašič                                                | 7,5 km sprint    | 1 (0+1)     | 24:05,2     | 12.      |
| Andreja Grašič                                                | 15 km egyéni     | 4 (1+0+1+2) | 56:01,0     | 5.       |
| Lucija Larisi                                                 | 7,5 km sprint    | 4 (1+3)     | 27:14,9     | 59.      |
| Lucija Larisi                                                 | 15 km egyéni     | 6 (1+1+2+2) | 1:01:05,8   | 35.      |
| Lucija Larisi Andreja Grašič Matejka Mohorič Tadeja Brankovič | 4 × 7,5 km váltó | 3+14        | 1:44:18,8   | 9.       |

## Északi összetett
| Versenyző   | Versenyszám | Síugrás | Síugrás | Síugrás    | Sífutás | Sífutás | Összesítés | Összesítés |
| Versenyző   | Versenyszám | Pont    | Hely.   | Időhátrány | Idő     | Hely.   | Idő        | Helyezés   |
| ----------- | ----------- | ------- | ------- | ---------- | ------- | ------- | ---------- | ---------- |
| Roman Perko | Egyéni      | 180,0   | 46.     | +6:06      | 43:01,4 | 33.     | 49:07,4    | 41.        |

## Műkorcsolya
| Versenyző   | Versenyszám | Rövid program     | Rövid program | Rövid program | Kűr               | Kűr   | Kűr         | Összesítés         | Összesítés |
| Versenyző   | Versenyszám | Több. hely. száma | Hely.         | Hely. pont.   | Több. hely. száma | Hely. | Hely. pont. | Helyezési pontszám | Helyezés   |
| ----------- | ----------- | ----------------- | ------------- | ------------- | ----------------- | ----- | ----------- | ------------------ | ---------- |
| Mojca Kopač | Női egyéni  | 7×23+             | 22.           | 11,0          | 8×23+             | 23.   | 23,0        | 34,0               | 23.        |

## Síakrobatika
Ugrás
| Versenyző | Versenyszám | Selejtező | Selejtező | Döntő   | Döntő    |
| Versenyző | Versenyszám | Pont      | Helyezés  | Pont    | Helyezés |
| --------- | ----------- | --------- | --------- | ------- | -------- |
| Miha Gale | Férfi       | 154,68    | 22.       | kiesett | kiesett  |

## Sífutás
Női
| Versenyző    | Versenyszám         | Eredmény  | Helyezés |
| ------------ | ------------------- | --------- | -------- |
| Nataša Lačen | 5 km                | 19:09,3   | 34.      |
| Nataša Lačen | 10 km üldözőverseny | 32:03,6   | 34.      |
| Nataša Lačen | 30 km               | 1:29:10,4 | 18.      |

## Síugrás
| Versenyző                                            | Versenyszám | 1. ugrás | 1. ugrás | 2. ugrás | 2. ugrás | Összesítés | Összesítés |
| Versenyző                                            | Versenyszám | Pont     | Hely.    | Pont     | Hely.    | Pont       | Helyezés   |
| ---------------------------------------------------- | ----------- | -------- | -------- | -------- | -------- | ---------- | ---------- |
| Urban Franc                                          | Normálsánc  | 79,5     | 42.***   | kiesett  | kiesett  | kiesett    | kiesett    |
| Primož Peterka                                       | Normálsánc  | 109,0    | 9.*      | 114,0    | 5.       | 223,0      | 6.         |
| Primož Peterka                                       | Nagysánc    | 115,2    | 8.       | 135,9    | 3.       | 251,1      | 5.         |
| Miha Rihtar                                          | Nagysánc    | 93,4     | 34.      | kiesett  | kiesett  | kiesett    | kiesett    |
| Blaž Vrhovnik                                        | Normálsánc  | 81,0     | 38.      | kiesett  | kiesett  | kiesett    | kiesett    |
| Blaž Vrhovnik                                        | Nagysánc    | 107,3    | 20.      | 119,5    | 13.      | 226,8      | 17.        |
| Peter Žonta                                          | Normálsánc  | 80,5     | 39.      | kiesett  | kiesett  | kiesett    | kiesett    |
| Peter Žonta                                          | Nagysánc    | 105,1    | 23.      | 73,3     | 29.      | 178,4      | 28.        |
| Miha Rihtar Peter Žonta Blaž Vrhovnik Primož Peterka | Csapat      | 247,1    | 10.      | 363,2    | 10.      | 610,3      | 10.        |

* - egy másik versenyzővel azonos eredményt ért el

*** - három másik versenyzővel azonos eredményt ért el

## Snowboard
Giant slalom
| Versenyző    | Versenyszám | 1. futam | 1. futam | 2. futam      | 2. futam      | Összesítés | Összesítés |
| Versenyző    | Versenyszám | Idő      | Hely.    | Idő           | Hely.         | Idő        | Helyezés   |
| ------------ | ----------- | -------- | -------- | ------------- | ------------- | ---------- | ---------- |
| Polona Zupan | Női         | 1:16,90  | 15.      | nem ért célba | nem ért célba | kiesett    | kiesett    |